# Roger Gracie
Roger Gracie Gomez (ur. 26 września 1981 w Rio de Janeiro) – brazylijski grappler oraz zawodnik mieszanych sztuk walki (MMA) wagi półciężkiej, wielokrotny mistrz świata w brazylijskim jiu-jitsu i submission fightingu. Mistrz świata ONE Championship w wadze półciężkiej.

## Sportowa kariera
Należy do rodziny Gracie − klanu mistrzów brazylijskiego jiu-jitsu; jest wnukiem Carlosa Graciego, współtwórcy tej sztuki walki. Czarny pas otrzymał w 2003 roku z rąk swego kuzyna, Renzo Graciego. Jest uznawany za jednego z najlepszych grapplerów świata. Jest najbardziej utytułowanym zawodnikiem w historii mistrzostw świata IBJJF w brazylijskim jiu-jitsu − dziesięciokrotnie zdobywał złoty medal w kategorii czarnych pasów (siedmiokrotnie w wadze superciężkiej i trzykrotnie w klasie absolutnej).
W 2005 roku został również dwukrotnym mistrzem świata ADCC w submission fightingu (w kat. do 99 kg i w klasie absolutnej), pokonując wszystkich swoich ośmiu rywali przez poddanie (nikomu wcześniej nie udało się tego dokonać) − wśród nich byli m.in. Shin'ya Aoki, Fabricio Werdum, Alexandre Ribeiro i Ronaldo Souza.

### Mieszane sztuki walki
Zawodowy debiut zanotował w grudniu 2006 roku, gdy na gali BodogFight w Vancouver pokonał przez poddanie Rona Watermana. W 2008 roku w Tokio poddał również byłego mistrza Pancrase, Yūkiego Kondō.
W czerwcu 2009 roku podpisał kontrakt z amerykańską organizacją Strikeforce, jednak z powodu nabawienia się kontuzji zadebiutował w niej dopiero w maju 2010 roku. Wygrał wtedy przez duszenie zza pleców z Kevinem Randlemanem. Siedem miesięcy później w ten sam sposób pokonał Trevora Prangleya. 10 września 2011 roku zmierzył się z byłym mistrzem Strikeforce w wadze półciężkiej, Muhammedem Lawalem. Amerykanin znokautował go prawym sierpowym w 1. rundzie.
Od 2014 związany z azjatycką organizacją ONE Championship, gdzie 6 maja 2016 został mistrzem w wadze półciężkiej, pokonując w walce o pas Polaka Michała Pasternaka.

## Osiągnięcia
Mieszane sztuki walki:
- 2016: mistrz świata ONE Championship w wadze półciężkiej

Grappling / Brazylijskie jiu-jitsu:
- 2003: V Mistrzostwa Świata ADCC w submission fightingu - 3. miejsce w kat. -99 kg
- 2003: Mistrzostwa Świata IBJJF w Jiu-jitsu - 2. miejsce w kat. absolutnej (bez limitu wagowego)
- 2004: Mistrzostwa Świata IBJJF w Jiu-jitsu - 1. miejsce w kat. -99 kg
- 2004: Mistrzostwa Świata IBJJF w Jiu-jitsu - 2. miejsce w kat. absolutnej
- 2005: VI Mistrzostwa Świata ADCC w submission fightingu - 1. miejsce w kat. -99 kg
- 2005: VI Mistrzostwa Świata ADCC w submission fightingu - 1. miejsce w kat. absolutnej
- 2005: Mistrzostwa Europy IBJJF w Jiu-jitsu - 1. miejsce w kat. −97 kg
- 2005: Mistrzostwa Europy IBJJF w Jiu-jitsu - 1. miejsce w kat. absolutnej
- 2005: Mistrzostwa Świata IBJJF w Jiu-jitsu - 1. miejsce w kat. -99 kg
- 2005: Mistrzostwa Świata IBJJF w Jiu-jitsu - 2. miejsce w kat. absolutnej
- 2006: Mistrzostwa Panamerykańskie IBJJF w Jiu-jitsu - 2. miejsce w kat. −97 kg
- 2006: Mistrzostwa Panamerykańskie IBJJF w Jiu-jitsu - 1. miejsce w kat. absolutnej
- 2006: Mistrzostwa Świata IBJJF w Jiu-jitsu - 1. miejsce w kat. -99 kg
- 2006: Mistrzostwa Świata IBJJF w Jiu-jitsu - 2. miejsce w kat. absolutnej
- 2007: Mistrzostwa Świata IBJJF w Jiu-jitsu - 1. miejsce w kat. -99 kg
- 2007: Mistrzostwa Świata IBJJF w Jiu-jitsu - 1. miejsce w kat. absolutnej
- 2008: Mistrzostwa Świata IBJJF w Jiu-jitsu - 1. miejsce w kat. +99 kg
- 2008: Mistrzostwa Świata IBJJF w Jiu-jitsu - 2. miejsce w kat. absolutnej
- 2009: Mistrzostwa Świata IBJJF w Jiu-jitsu - 1. miejsce w kat. -99 kg
- 2009: Mistrzostwa Świata IBJJF w Jiu-jitsu - 1. miejsce w kat. absolutnej
- 2010: Mistrzostwa Świata IBJJF w Jiu-jitsu - 1. miejsce w kat. -99 kg
- 2010: Mistrzostwa Świata IBJJF w Jiu-jitsu - 1. miejsce w kat. absolutnej

## Lista zawodowych walk w MMA
| Wynik     | Bilans | Przeciwnik       | Rozstrzygnięcie                                        | Runda | Czas | Rozgrywki                              | Data       | Miejsce       | Uwagi                                                       |
| --------- | ------ | ---------------- | ------------------------------------------------------ | ----- | ---- | -------------------------------------- | ---------- | ------------- | ----------------------------------------------------------- |
| Wygrana   | 8-2    | Michał Pasternak | Poddanie (duszenie trójkątne rękoma)                   | 1     | 2:16 | ONE Championship: Ascent to Power      | 6.05.2016  | Kallang       | zdobył pas mistrzowski ONE Championship w wadze półciężkiej |
| Wygrana   | 7-2    | James McSweeney  | TKO (kopnięcie frontalne i ciosy pięściami w parterze) | 3     | 3:15 | One FC 23 - Warrior's Way              | 5.12.2014  | Manila        | powrót do kat. półciężkiej                                  |
| Przegrana | 6-2    | Tim Kennedy      | Decyzja (jednogłośna)                                  | 3     | 5:00 | UFC 162: Silva vs Weidman              | 06.07.2013 | Las Vegas     |                                                             |
| Wygrana   | 6-1    | Anthony Smith    | Poddanie (duszenie trójkątne rękoma)                   | 2     | 3:16 | Strikeforce: Marquardt vs. Saffiedine  | 12.01.2013 | Oklahoma City |                                                             |
| Wygrana   | 5-1    | Keith Jardine    | Decyzja (jednogłośna)                                  | 3     | 5:00 | Strikeforce: Rockhold vs. Kennedy      | 14.07.2012 | Portland      | debiut w kat. średniej                                      |
| Przegrana | 4-1    | Muhammed Lawal   | TKO (ciosy pięściami)                                  | 1     | 4:33 | Strikeforce: Barnett vs. Kharitonov    | 10.09.2011 | Cincinnati    |                                                             |
| Wygrana   | 4-0    | Trevor Prangley  | Poddanie (duszenie zza pleców)                         | 1     | 4:19 | Strikeforce: Diaz vs. Cyborg           | 29.01.2011 | San Jose      |                                                             |
| Wygrana   | 3-0    | Kevin Randleman  | Poddanie (duszenie zza pleców)                         | 2     | 4:10 | Strikeforce: Heavy Artillery           | 15.05.2010 | Saint Louis   |                                                             |
| Wygrana   | 2-0    | Yūki Kondō       | Poddanie (duszenie zza pleców)                         | 1     | 2:40 | World Victory Road Presents: Sengoku 2 | 18.05.2008 | Tokio         |                                                             |
| Wygrana   | 1-0    | Ron Waterman     | Poddanie (dźwignia prosta na staw łokciowy)            | 1     | 3:38 | BodogFight: USA vs. Russia             | 2.12.2006  | Vancouver     | debiut w MMA                                                |